# ويليام سكوت ويلسون
ويليام سكوت ويلسون (بالإنجليزية: William Scott Wilson)‏ هو مترجم أمريكي، ولد في 1944.